# لويجي ماستروياني
لويجي ماستروياني (بالإيطالية: Luigi Mastroianni) ـ (نيو هيفن، كونيتيكت، 1925 ـ 25 نوفمبر 2008) هو طبيب أمراض نسائية أمريكي، كان رئيسًا لقسم التوليد وأمراض النساء بمدرسة طب جامعة بنلسفانيا، ويعد من رواد علم الأحياء التكاثري. حصل على جائزة الملك فيصل العالمية في الطب مناصفة مع البريطاني روبرت إدواردز سنة 1989.